# Metamerie (optica)
Metamerie is de schijn dat twee voorwerpen onder bepaalde omstandigheden dezelfde kleur lijken te hebben, terwijl er onder andere omstandigheden een kleurverschil te zien is. De spectra van twee verschillende lichtbronnen zijn metameer als de kleur van die bronnen voor het menselijk oog hetzelfde is.
Zichtbaar licht van bijvoorbeeld een gloeilamp of de zon is samengesteld uit elektromagnetische straling van een continu spectrum van golflengtes. Om de samenstelling van dat licht goed te kunnen meten, zou het oog in staat moeten zijn al die frequenties van elkaar te onderscheiden. In werkelijkheid bevat het oog voor het onderscheiden van kleuren echter slechts drie verschillende soorten lichtgevoelige cellen.

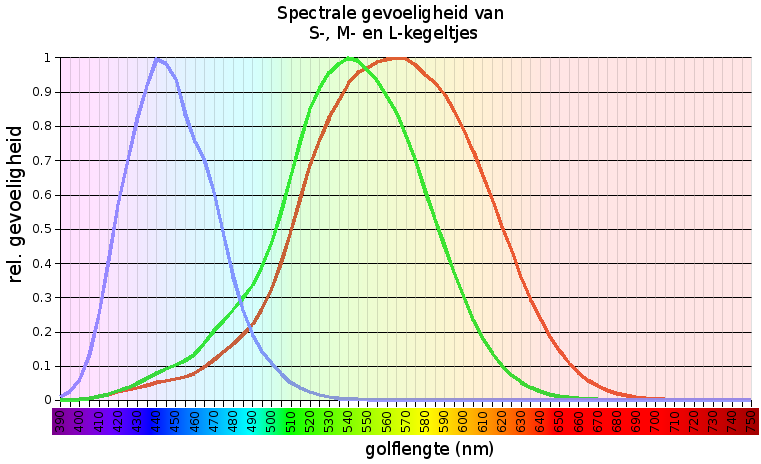
De golflengte-afhankelijke gevoeligheid van drie typen lichtgevoelige cellen in het oog

Om de indruk van wit licht te krijgen, moeten de drie soorten kegeltjes in gelijke mate worden geprikkeld. Dat kan met echt wit licht met een vlak spectrum, maar ook met allerlei combinaties van gekleurd licht, zolang de kegeltjes maar in gelijke mate worden geprikkeld. Al deze verschillende samenstellingen zijn metameer.
De kleurindruk van een voorwerp wordt bepaald door de straling van de lichtbron en de weerkaatsing van dit opgestraalde licht door het onderwerp en uiteindelijk de gevoeligheid van het oog voor de verschillende golflengtes.
- kleur = belichting × voorwerp × oog

## Toepassing en beperkingen
In feite is metamerie de basis van de verf-, foto- en beeldschermindustrie: door het mengen van een klein aantal kleuren, bijvoorbeeld rood, groen en blauw, kan een groot deel van de waarneembare kleuren worden benaderd. Die benaderingen pakken onder verschillende omstandigheden echter verschillend uit, een situatie die we metamerie-fout zouden kunnen noemen. Twee gekleurde oppervlakken met verschillend reflectie-spectrum die in de ene situatie dezelfde kleur schijnen te hebben, zien er dan onder andere omstandigheden verschillend uit:
- Belichting: twee oppervlakken die onder daglicht dezelfde kleur lijken te hebben, kunnen er onder gekleurd licht verschillend uitzien. Omgekeerd hebben alle oppervlakken onder natriumlicht dezelfde kleur (geel), maar bij daglicht zijn er natuurlijk grote verschillen.
- Waarnemer: bepaalde kleuren die voor iemand met normaal functionerende ogen verschillend zijn, kunnen voor sommige kleurenblinden hetzelfde zijn.
- Blikveld: de verdeling van kegeltjes over het netvlies is niet overal gelijk, zodat een punt in het midden van het blikveld een andere kleur schijnt te hebben dan een punt daarnaast.

In de automobielindustrie is het verkrijgen van metamerie een groot probleem. De kleur van de auto wordt afgestemd met de kleur van het plastic interieur en de stoffen. Onder de voorgeschreven condities met standaard daglicht wordt de kleur van alle componenten voorgeschreven. Echter bij bijvoorbeeld lantaarnlicht zijn dan drie verschillende kleuren te zien. De oorzaak daarvan is dat de kleuren van de verschillende componenten niet spectraal, dat wil zeggen over de gehele breedte van het reflectiespectrum, hetzelfde zijn. Wanneer van deze componenten de reflectiecurves dezelfde waren geweest, was de kleur onafhankelijk van de lichtbron hetzelfde geweest.